# Prosper Guéranger
Prosper-Louis-Pascal Guéranger (Sablé-sur-Sarthe, 4 de abril de 1805 - Solesmes, 30 de enero de 1875) fue un sacerdote francés, restaurador y abad del priorato benedictino de Solesmes, y fundador de la Congregación de Francia de la Orden de San Benito Abad.

## Biografía
Nació en las cercanías de la antigua abadía benedictina de Solesmes, secularizada en 1790 durante la Revolución francesa. Influenciado por el ultramontanismo de Félicité Robert de Lamennais, en 1822 decidió entrar en el seminario, donde se apasionó en el estudio de la patrística, y el 7 de octubre de 1827 fue ordenado sacerdote en Tours y nombrado canónigo del capítulo catedralicio.
Contra el uso del clero galicano, empezó a seguir para sus oficios el Misal Romano, convirtiéndose en el inspirador del movimiento francés de restauración litúrgica.
El 11 de julio de 1833, con el consentimiento del obispo de Le Mans, adquirió el viejo priorato de Solesmes y se trasladó con tres compañeros, restaurando así la orden benedictina en Francia. 
En 1837 se trasladó a Roma y el 26 de julio emitió los votos solemnes en la abadía de San Paolo Fuori le Mura. El 1 de septiembre obtuvo del papa Gregorio XVI un breve apostólico con el cual quedó fundada la Congregación de Francia de la Orden de San Benito, heredera de las suprimidas congregaciones de Cluny, de San Mauro y de los Santos Vitón e Idulfo.
Solesmes se convirtió en abadía madre de la congregación y Guéranger fue nombrado primer superior general.
En 1860, durante una investigación llevada a cabo por la Santa Sede para encontrar el mejor modo de condenar los "errores modernos" y en especial el liberalismo político, el abad Guéranger envió una respuesta que, entre otras de importantes eclesiásticos de Francia y de Bélgica, fue la base de una primera lista de errores, lista que luego se convertiría en el Syllabus.
Entre sus escritos más importantes cabe recordar Las Instituciones Litúrgicas (1840-1851) y El Año Litúrgico (1841-1866). Esta última obra fue de gran influencia en el rito de la comunidad católica de su tiempo e incluso en la arquitectura religiosoa: se sabe que el arquitecto Antonio Gaudí lo leía diariamente.

## Obras
Muchos de los escritos de Dom Guéranger se publicaron a menudo en el periódico de Louis Veuillot, L'Univers, y luego, después de su suspensión en 1860, en Le Monde. Es así, ya sea en vida (como los Ensayos sobre el naturalismo contemporáneo), o después de su muerte (como Jesucristo rey de la historia, que estos artículos fueron reunidos en volumen.
- Instituciones Litúrgicas (Le Mans/París, 3 vols., 1840-1851), reeditado con suplementos (París, 4 vols., 1878-1885)
- El Año Litúrgico
- Nuestra Señora en el Año Litúrgico
- Explicación de las oraciones y ceremonias de la Santa Misa
- La Monarquía Pontificia
- Breve sobre la cuestión de la Inmaculada Concepción de la Santísima Virgen María
- Ensayo sobre el origen, significado y privilegios de la Medalla o Cruz de San Benito
- Los Dones del Espíritu Santo
- Palabras de un Padre
- Nociones sobre la vida religiosa y monástica
- De la Infalibilidad Papal
- De la Monarquía Pontificia
- Explicaciones sobre los cuerpos de los santos mártires extraídos de las catacumbas de Roma y sobre el culto que se les rinde.
- La Iglesia o la Sociedad de la Alabanza Divina - Los Oblatos Seculares de la Orden de San Benito
- Ensayos sobre el naturalismo contemporáneo
- Jesucristo, rey de la historia
- San Luis y el Papado
- Historia de Santa Cecilia, virgen y mártir romana
- Los ejercicios de Santa Gertrudis, Virgen de la Orden de San Benito